# Simon Pasteur
Mbei Simon Pasteur, né le 20 février 1988, est un footballeur camerounais. 
Il joue au poste de milieu de terrain.

## Biographie
Avant de se joindre au AD Municipal Liberia en Primera División de Costa Rica en 2008, Pasteur a joué pour l'Union Douala et Impôts FC dans la Première division du Cameroun. Il a marqué son premier but professionnel pour l'Union de Douala dans un match de ligue contre le Tonnerre Yaoundé le 30 juin 2005. Pasteur participe pour la Coupe de la CAF 2005 avec l'Union Douala, comme ils l'ont perdu au troisième tour face au Enugu Rangers.
En 2011 il rejoint la Hongrie. En 2014-2015, il évolue en France, au Rodez CF en CFA2.

## Carrière
- 2004-2005 : Union Douala  Cameroun
- 2006- : Impôts FC  Cameroun
- 2008- : AD Municipal Liberia  Costa Rica